# 보스니아어
보스니아어(bosanski / босански [bɔ̌sanskiː]) 또는 보슈냐크어(bošnjački / бошњачки [bɔ̌ʃɲaːtʃkiː])는 보스니아 헤르체고비나의 공용어 중의 하나다. 서부 남슬라브어군에 속하는 언어로, 세르보크로아트어의 일종이다.
세르비아어와 문법 및 단어가 거의 비슷한데, 역사적 이유로 튀르키예어나 아랍어로부터의 차용어가 존재한다. 문자는 주로 라틴 문자를 쓰며 간혹 키릴 문자로 쓰기도 한다. 과거 오스만 제국 시대에는 아랍 문자로 표기하기도 하였다.

## 역사

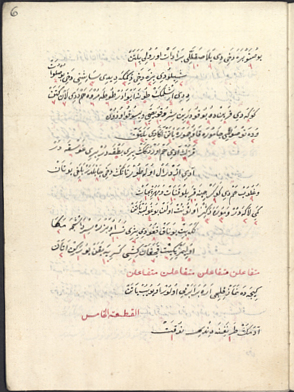
1631년 쓰인 보스니아어 사전. 보스니아어가 아랍문자로 표기되어 있다.

원래는 키릴 문자를 썼었으나, 오스만 제국시절에는 세르보크로아트어의 언어들 중 유일하게 아랍 문자를 썼다. 아랍 문자를 이용한 정서법을 사용한 다른 슬라브어계의 언어로는 벨라루스어가 있다.
이 아랍 문자는 아레비차(Arebica)라고 하며, 아브자드(자음문자)인 아랍 문자를 알파벳으로 전용하여 표기하는 정서법을 이용하고 있었다. 아랍 문자의 사용은 19세기까지 이어지다가 20세기에 로마자로 대체되었다.

## 사용 국가
보스니아 헤르체고비나의 공용어이며 이 외에도 구유고슬라비아의 몬테네그로, 북마케도니아, 세르비아, 코소보에도 소수의 사용 인구가 있다.

## 같이 보기
- 세르보크로아티아어